# Certame coronario
Il Certame coronario fu una gara di poesia in lingua volgare ideata nel 1441 a Firenze da Leon Battista Alberti, con il patrocinio di Piero de' Medici.
L'intenzione era quella di dimostrare come il volgare avesse piena dignità letteraria e potesse trattare anche gli argomenti più elevati, in un periodo che assisteva, col fiorire dell'Umanesimo, ad una forte ripresa dell'uso del latino. Alla gara, che aveva come premio una corona d'alloro in argento (da ciò il nome), parteciparono sia noti letterati dell'epoca sia rimatori popolari, che dovettero comporre testi sul tema "la vera amicizia". Si svolse il 22 ottobre 1441 nella cattedrale di Santa Maria del Fiore e vi assistette un pubblico numeroso, nonché un gruppo di autorità civili e religiose della città.
Il premio non fu assegnato a nessuno dei poeti dicitori perché le opere non vennero ritenute degne ma fu consegnato dai dieci segretari apostolici di Eugenio IV, come si può desumere dal codice Palatino 215 della Biblioteca Nazionale di Firenze, alla chiesa dove si era svolta la gara.
Alla giuria fu indirizzata una Protesta anonima, probabilmente da attribuire allo stesso Alberti, nella quale si criticava la posizione conservatrice propria della tradizionale cultura umanistica, notoriamente avversa al volgare. Il fatto che la corona non fosse stata assegnata ad alcuno dei poeti in gara infatti testimonia come la riabilitazione del volgare non fosse ancora del tutto matura; tuttavia il Certame coronario è indizio di una tendenza ormai in atto e irreversibile. Secondo Parronchi, che riprese una conferenza di Lanyi (1940), nell'occasione potrebbe essere stata donata al mecenate Medici la statua del David di Donatello come ringraziamento.
Nella seconda metà del secolo la ripresa letteraria del volgare avvenne in primo luogo a Firenze: e non c'è da meravigliarsi, poiché a Firenze la letteratura volgare aveva una tradizione illustre e prestigiosa, che poteva vantare veri e propri classici, come Dante, Petrarca e Boccaccio. Proprio a questa tradizione i poeti della cerchia medicea, Lorenzo il Magnifico in testa, si rifanno in cerca di modelli.
Un documento prezioso di questa attenzione alla tradizione volgare è la cosiddetta Raccolta Aragonese, un'antologia dei primi secoli della poesia toscana inviata nel 1476 da Lorenzo de' Medici in dono a Federico d'Aragona. La lettera che funge da prefazione è firmata da Lorenzo ma è quasi sicuramente di Angelo Poliziano. Oltre che a Firenze però il volgare riacquista dignità letteraria a Ferrara con Matteo Maria Boiardo e Pietro Bembo, a Napoli con Jacopo Sannazaro, Masuccio Salernitano e i poeti petrarchisti.
La ripresa del volgare è accompagnata anche dal ritorno a generi letterari consolidati come la lirica amorosa di ascendenza petrarchista, la narrativa cavalleresca di origine romanza e la novella boccacciana.